# Android 16
Android 16 es la nueva versión del sistema operativo Android. La primera versión preliminar para desarrolladores se lanzó el 19 de noviembre de 2024. La etapa beta se lanzó el 23 de enero de 2025. El lanzamiento de la versión final fue el 10 de junio de 2025.
El nombre en clave de Android 16 es "Baklava". Esta elección de nombre marca un alejamiento del orden alfabético tradicional de los nombres en clave con temática de postres que había sido un sello distintivo de las versiones anteriores de Android.
La primera versión preliminar para desarrolladores (también como DP1) de Android 16 se lanzó el 19 de noviembre de 2024. Una segunda versión preliminar para desarrolladores se lanzó el 18 de diciembre de 2024, La primera versión Beta se lanzó el 23 de enero de 2025. 
| Cronología                   | Construir                                   | Tipo |
| ---------------------------- | ------------------------------------------- | --- |
| 19 de noviembre de 2024      | Versión Preliminar para Desarrolladores Nº1 | La versión inicial de referencia se centró en los comentarios de los desarrolladores, con algunas características nuevas, API y cambios de comportamiento. |
| 18 de diciembre de 2024      | Versión Preliminar para Desarrolladores Nº2 | Actualización incremental con funciones adicionales, API y cambios de comportamiento.                                                                      |
| 23 de enero de 2025          | Beta 1                                      | Versión beta inicial con calidad, actualización inalámbrica para los primeros usuarios que se inscriban en Android Beta.                                   |
| 13 de febrero de 2025        | Beta 2                                      | Versión Beta incremental. |
| 27 de febrero de 2025        | Beta 2.1                                    | Versión para corregir errores. |
| Estabilidad de la plataforma |                                             | |
| 13 de marzo de 2025          | Beta 3                                      | Primer hito de estabilidad de la plataforma que incluye API y comportamientos finales. También se abre la edición de obras.                                |
| 18 de marzo de 2025          | Beta 3.1                                    | Versión para corregir errores. |
| 2 de abril de 2025           | Beta 3.2                                    | Versión para corregir errores. |
| 17 de abril de 2025          | Beta 4                                      | Construcciones casi finales para pruebas finales. |
| 13 de mayo de 2025           | Beta 4.1                                    | Versión para corregir errores. |
| 10 de junio de 2025          | Versión final                               | Lanzamiento de Android 16 para AOSP y el ecosistema. |
| Fuente:                      |                                             | |